# Zhang Jin
Zhang Jin (ur. 1 stycznia 2006) – chińska zapaśniczka walcząca w stylu wolnym. 
Wicemistrzyni świata w 2024. Siódma na mistrzostwach Azji w 2025. Mistrzyni świata i Azji juniorów w 2024 roku.